# Малама Павло Миколайович
Павло Миколайович Малама (1862 — після 1918) — дворянин Російської імперії з козацько-старшинського роду, державний діяч, депутат Державної думи Російської імперії III скликання від Полтавської губернії.

## Життєпис
Народився 1862 року в родині Миколи Федоровича Малами та Надії Вікторівни Спаської. Походив із дворянського роду козацько-старшинського походження Малама.
Навчався в Полтавській військовій гімназії та Миколаївському Кавалерійському училищі. У 1881—1888 роках служив в Уланському Його Величності лейбгвардії полку, звідки пішов у відставку у званні штабсротмістра.
Після звільнення з військової служби займався громадською діяльністю. 1889 року обраний почесним мировим суддею та гласним Хорольського, а 1892 — Кременчуцького повітів. У Кременчуці був членом училищної ради, у Полтаві — товаришем голови Опікунської ради Маріїнської жіночої гімназії та головою педагогічної ради Жіночої художньо-ремісничої школи імені С. С. Хрульова. 1893 року призначений віцепрезидентом Полтавського сільськогосподарського товариства. Був полтавським губернським гласним, з 1905 — гласним Полтавської міської думи.
15 жовтня 1907 року обраний депутатом Державної думи III скликання від Полтавської губернії. Увійшов до фракції октябристів, працював у комісіях з виконання державного розпису доходів та витрат, з переселенської справи, в розпорядчій комісії. Підписав законопроєкти «Про вдосконалення селянського господарства та сільського господарства в Росії загалом» та «Про змінення земського виборчого закону». 19 травня 1908 року склав повноваження депутата думи; його замінив Модест Коченевський.
1918 року був затриманий більшовиками. Подальша доля невідома.

## Родина

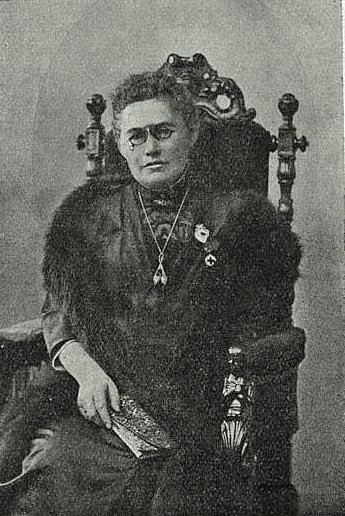
Єлизавета Іванівна Малама

Одружився з Єлизаветою Іванівною Булюбаш — дочкою поміщика Івана Петровича Булюбаша. У шлюбі було двоє дітей:
- Гліб;
- Наталія (1889 — 10 липня 1984), емігрувала до Франції, похована на кладовищі Сент-Женев'єв-де-Буа[4].